# LPMUD
LPMUD er en MUD-variant, som anvender programmmeringssproget LPC, som blev udviklet af Lars Pensjö på Chalmers i 1989. 
Pensjö havde spillet meget TinyMUD og AberMUD og ville skabe en verden med TinyMUD's fleksibilitet og AberMUD's kraft. Derudover ønskede han ikke stå alene med programmeringen, og tænkte at andre kunne hjælpe til med dette. Resultatet blev et nyt C-baseret, objektorienteret programmeringssprog, LPC, som gjorde det lettere for folk, der var uvant med programmering, at føje elementer som rum, våben og monstre til spilleverdenen.
Nogle bemærkelsesværdige LPMUD-spil som stadig kører i 2009 er Pensjös oprindelige spil Genesis LPMud samt BatMUD, NannyMUD, SvenskMud, Darker Realms LPMud Midnight Sun og Nanvaent.